# 海都之星
海都之星（Sea The Stars、2006年4月6日出生）是一頭在愛爾蘭出生及訓練的純種競賽馬匹，主要勝出賽事包括二千堅尼錦標、葉森打吡、日蝕大賽、國際錦標、愛爾蘭冠軍錦標以及凱旋門大賽。

## 競賽生涯
2006年4月6日出生於愛爾蘭，由崔寶榮及崔家亮兩父子經營的牧場長大。2008年7月12日在卻拉馬場一場處女馬賽出戰，跑得一席第四名。8月17日在李奧帕馬場處女馬場勝出後，然後挑戰二級賽貝雷斯福德錦標，結果以半個馬位之差擊退同馬房的萬里揚。
經過歐洲平地賽馬的休養期後，海都之星直接挑戰新市場馬場舉行的二千堅尼錦標。比賽的大熱門是委託者、匠心獨運以及李帕大夢。海都之星在比賽最後階段與委託人一起帶出，海都之星速度較快，勝出賽事。其後出戰葉森打吡，被視為大熱門，轉自最後直路率先超越帶頭的金劍，以兩個馬位擊敗名譽尊榮。
6月28日海都之星原定出戰愛爾蘭打吡，但是馬場場地偏軟令馬主擔憂，因此退出角逐。決定集中於沙丘園馬場的日蝕大賽，7月4日賽事當中，三歲馬海都之星面對水到渠成等年長馬匹，進入比賽海都之星在最後階段直路順利彈出，並遭到李柏大夢挑戰，兩馬的差距曾一度不足一個馬位，剩下約100米左右海都之星再次發力，確定勝出賽事。
其後海都之星出戰國際錦標，僅得四頭馬參與，其中兩頭更是岳伯仁馬房為匠心獨運開路馬匹，海都之星在該賽事並不緩急，等待匠心獨運超越步速締造馬後，慢慢等待機會超越對手，以一個馬位之差勝出賽事，並打破約克馬場場地紀錄時間。之後返回愛爾蘭李奧帕出戰愛爾蘭冠軍錦標，再次擊敗奪得愛爾蘭打吡冠軍名譽尊榮。在勝出該賽事後，賽馬雜誌態況將其評分修訂為140分。
10月4日挑戰歐洲最高獎金賽事凱旋門大賽，雖然有多匹未有交手的實力馬出賽，但是海都之星是法國賠率的大熱門，起步後留守內檔，在中間位置角逐，轉自最後直路，被啟航及至尊公爵阻擾抽出外找到空位，當時勝多利大率先帶出，但是很快被海都之星從外超越，確保勝果，以兩個馬位擊敗躍升、勇騎兵等馬，成為歷史上首匹勝出二千堅尼錦標、葉森打吡及凱旋門大賽的馬匹。10月13日岳斯對外宣佈，海都之星退出競賽行列。目前在愛爾蘭阿加汗旗下牧場配種。

## 詳細賽績
| 日期      | 馬場   | 距離      | 級別 | 賽事名稱       | 負重          | 騎師 | 名次/出馬 | 時間      | 距離  | 冠軍（亞軍）    |
| --------- | ------ | --------- | ---- | -------------- | ------------- | ---- | --------- | --------- | ----- | --------------- |
| 13/7/2008 | 卻拉   | 草7f      |      | 兩歲處女馬賽   | 126磅（下同） | 靳能 | 4/18      | (1:27.27) | 1     | Driving Snow    |
| 18/8/2008 | 李奧帕 | 草7f      |      | 兩歲處女馬賽   | 126           | 靳能 | 1/14      | 1:34.9    | 2-1/2 | （Dark Humour） |
| 28/9/2008 | 卻拉   | 草1m      | G2   | 貝雷斯福德錦標 | 127           | 靳能 | 1/6       | 1:42.3    | 1/2   | （萬里揚）      |
| 2/5/2009  | 新市場 | 草1m      | G1   | 二千堅尼錦標   | 126           | 靳能 | 1/15      | 1:35.88   | 1-1/2 | （委託者）      |
| 6/6/2009  | 葉森   | 草1m4f10y | G1   | 葉森打吡大賽   | 126           | 靳能 | 1/12      | 2:36.47   | 1-3/4 | （名譽尊榮）    |
| 4/7/2009  | 沙丘園 | 草1m2f7y  | G1   | 日蝕大賽       | 122           | 靳能 | 1/10      | 2:03.40   | 1     | （李伯大夢）    |
| 18/8/2009 | 約克   | 草1m2f88y | G1   | 國際錦標       | 123           | 靳能 | 1/4       | 2:05.29   | 1     | （匠心獨運）    |
| 5/9/2009  | 李奧帕 | 草1m2f88y | G1   | 愛爾蘭冠軍錦標 | 126           | 靳能 | 1/9       | 2:03.90   | 2-1/2 | （名譽尊榮）    |
| 4/10/2009 | 隆尚   | 草2400    | G1   | 凱旋門大賽     | 56公斤        | 靳能 | 1/19      | 2:26.3    | 2     | （躍升）        |

- 賽事內的括號為勝出馬匹的時間。

## 血統背景
父系十字灣角是英國出生的馬匹，以短途及一哩賽為主，以一哩成績最好，主要勝出賽事為一級賽樂景傑錦標，配種後取得不錯的成績，傾向中長途發展。母系海都市是著名雌馬，競賽生涯最大成就是爆大冷勝出凱旋門大賽，此馬配種後成績優異，部份已出賽子嗣取得勝利，其中1998年出生的天文學家最為著名，曾勝出葉森打吡及英皇錦標。
由2014-2015馬季起，「海都之星」已有子嗣在港服役，包括「喜星寶」、「陽明星辰」、「安帥」、「銳者勝」。

## 外部連結
- Racing Post賽績資料 （页面存档备份，存于）
- Irishracing.com 賽績資料
- 血統表 （页面存档备份，存于）